# قائمة الصحف والمجلات الفلسطينية
تعرض هذه القائمة الصحف والمجلّات التي صدرت أو ما زالت صادرة بالعربية من قبل جهة عربية فلسطينية خاصّة أو عامّة في منطقة فلسطين التاريخيّة، أي الانتداب البريطاني على فلسطين ولاحقًا في الضفة الغربية أو قطاع غزة أو دولة إسرائيل.
| الاسم                | النوع                       | وتيرة الصدور         | التوجّه الفكريّ                            | مكان الصدور          | رئيس التحرير                    | سنة التأسيس | سنة الاحتجاب  | فترة تاريخيّة                                                  |
| -------------------- | --------------------------- | -------------------- | ---------------------------------------- | -------------------- | ------------------------------- | ----------- | ------------- | ------------------------------------------------------------- |
| هنا القدس            | إخباري                      |                      |                                          | القدس                |                                 | 1940        | 1942          | الانتداب البريطاني، الحرب العالميّة الثانية                    |
| الشعب                | سياسي                       | يومية                | وطني                                     | القدس                | كنعان أبو خضراء                 | 1946        | 1948          | أواخر أيام الانتداب البريطاني                                 |
| الدفاع               | إخباري، سياسي               | مرتين في الأسبوع     | وطني (حزب الاستقلال الفلسطيني)           | يافا، القاهرة، القدس | إبراهيم الشنطي                  | 1934        | 1967          | الانتداب البريطاني، الإدارة الأردنية للضفة الغربية            |
| البشرى               | ديني                        | شهرية                | الجماعة الأحمدية                         | الكبابير (حيفا)      |                                 | 1935        | ما زالت صادرة | الانتداب البريطاني، إسرائيل                                   |
| الكفاح               | سياسي                       | يومية                | وطني (مؤتمر الشباب العربي)               | يافا                 | صليب عريضة                      | 1935        | 1937          | الانتداب البريطاني                                            |
| الجامعة الإسلامية    | سياسي، ديني                 | يومية                | إسلامي                                   | القدس                | سليمان التاجي الفاروقي          | 1932        | 1936          | الانتداب البريطاني                                            |
| مجلة الغد            | سياسي                       |                      | اشتراكي (رابطة المثقفين العرب في فلسطين) |                      | داود ترزي                       | 1945        | 1947          | أواخر أيام الانتداب البريطاني                                 |
| الصراط               | إخباري، سياسي               | يومية                |                                          | يافا                 | الشيخ عبد الله القلقيلي         | 1924        | 1947          | الانتداب البريطاني                                            |
| الصريح               | سياسي، نقدي                 | أسبوعية              |                                          | يافا، جنين           | هاشم السبع                      | 1948        | 1957          | أواخر أيام الانتداب البريطاني، الإدارة الأردنية للضفة الغربية |
| نضال الشعب           | سياسي                       |                      | شيوعي (الحزب الشيوعي الفلسطيني)          |                      |                                 | 1934        | 1943          | الانتداب البريطاني                                            |
| المهماز              | صحيفة سياسية ساخرة مصوّرة    | أسبوعية              | وطني، ديمقراطي                           | حيفا                 | منير إبراهيم حداد               | 1945        | 1945          | أواخر أيام الانتداب البريطاني                                 |
| الوحدة               | إخباري، سياسي               | أسبوعية              | وطني، غير حزبي                           | القدس                | إسحاق عبد السلام الحسيني        | 1945        | 1945          | أواخر أيام الانتداب البريطاني                                 |
| السمير               | صحيفة إخبارية وتسلوية مصورة | أسبوعية              |                                          | حيفا                 | منير إبراهيم حداد               | 1940        | 1941          | الانتداب البريطاني، الحرب العالمية الثانية                    |
| المستقبل             | سياسي، أدبي                 |                      |                                          | يافا، القدس          | خيري حماد وصبحي الطاهر          | 1945        | 1947          | أواخر أيام الانتداب البريطاني                                 |
| اليرموك              | سياسي                       | خمسة أيام في الأسبوع | وطني                                     | حيفا                 | كمال عباس ثم عبد الغني الكرمي   | 1924        | 1933          | الانتداب البريطاني                                            |
| القافلة              | تقديم معلمومات ثقافيّة       | أسبوعيّة              | مجلّة حكوميّة                              | القدس                |                                 | 1947        | 1947          | أواخر أيام الانتداب البريطاني                                 |
| الجامعة العربيّة      | سياسي                       |                      |                                          | القدس                | إميل الغوري، محمد طاهر الفتياني | 1927        |               | الانتداب البريطاني                                            |
| الشباب               | سياسي                       |                      |                                          |                      |                                 |             |               |                                                               |
| اللواء               |                             |                      |                                          |                      |                                 |             |               |                                                               |
| النهضة               |                             |                      |                                          |                      |                                 |             |               |                                                               |
| النفير               |                             |                      |                                          |                      |                                 |             |               |                                                               |
| السلام والخير        |                             |                      |                                          |                      |                                 |             |               |                                                               |
| الإقدام              |                             |                      |                                          |                      |                                 |             |               |                                                               |
| النشرة الوطنية       |                             |                      |                                          |                      |                                 |             |               |                                                               |
| صحيفة الاتحاد العربي | صحيفة سياسية                | يومية                | عربية فلسطينية                           | مدينة طولكرم         | سليم عبد الرحمن الحاج إبراهيم   | 1925        |               | الانتداب البريطاني                                            |